# Yeyen Tumena
Yeyen Tumena (Padang, 16 maggio 1976) è un ex calciatore indonesiano, di ruolo difensore.

## Carriera

### Club
Ha giocato nella prima divisione indonesiana.

### Nazionale
Con la nazionale indonesiana ha partecipato alla Coppa d'Asia 1996.

## Palmarès

### Club

#### Competizioni nazionali
- Campionato indonesiano: 2

PSM Makassar: 1999-2000
Persebaya Surabaya: 2004